# Нарочна Лідія Кирилівна
Лідія Кирилівна Нарочна (нар.. 18 квітня 1924, с. Тернове Єланського району Волгоградської області, Російська СФРР, СРСР — пом. 1 січня 2015, м. Глухів Глухівського району (нині Шосткинського району) Сумської області) — український вчений у галузі педагогіки та методики викладання природознавства, кандидат педагогічних наук (1971), старший науковий співробітник (1974), Заслужений працівник народної освіти України (1994), лауреатка Державної премії України в галузі науки і техніки (1984)

## Життєпис
Лідія Нарочна народилася 18 квітня 1924 року в російському селі Тернове Єланського району на Волгоградщині. 1947 року закінчила природничий факультет Чуваського державного педагогічного інституту. Понад десятиліття, з 1948 по 1959 рік працювала вчителькою біології у середній школі. 1959 року перейшла на наукову роботу і обійняла посаду молодшого, а потім і старшого наукового співробітника у науково-дослідному інституті педагогіки Української РСР.
1973 року переїхала до міста Глухова на Сумщині. Тут вона чверть віку (до 1999 року) обіймала посаду доцента, завідувача кафедрою природничих наук Глухівського державного педагогічного інституту ім. С. М. Сергєєва-Ценського (нині Глухівський національний педагогічний університет ім. О. Довженка).
Померла 1 січня 2015 року у м. Глухів на Сумщині на 91-у році життя.

## Наукова діяльність
Лідія Нарочна досліджувала проблеми змісту й методів початкового навчання. Вона авторка програм і підручників з природознавства для початкової школи, навчальних посібників з методики викладання природознавства в педагогічному училищі, методичних посібників для вчителів початкових класів. Педагогом розроблено дидактичні матеріали, діафільми й таблиці з природознавства в початкових класах.
Кандидат педагогічних наук (1971), старший науковий співробітник (1974).

### Наукові праці
Авторка понад 150 наукових і науково-методичних праць, основні з яких:
- «Книга для читання з природознавства для 2 класу»,
- «Методика викладання природознавства в початкових класах»,
- «Природознавство. 2 клас»,
- «Природознавство. 3 клас»,
- «Програма з природознавства для 2-3 класів»,
- «Хрестоматія з природознавства для 2-3 класів».

## Нагороди та відзнаки
- Відмінник народної освіти Української РСР (1972).
- Відмінник народної освіти СРСР (1974).
- Заслужений працівник народної освіти України (1994).
- Почесна грамота Міністерства освіти СРСР (1978),
- бронзова медаль Виставки досягнень народного господарства СРСР (1983),
- Почесна грамота Президії Верховної Ради УРСР (1984).
- Лауреатка Державної премії Української РСР (1984).

## Родина
Донька Захарова Наталія Михайлівна (нар.. 1952) — працювала вчителькою географії в школах Києва. В 1977—1982 та 1986—1987 роках працювала викладачкою природничих дисциплін Глухівського державного педагогічного інституту.